# حسن عزیزالحق
حسن عزیزالحق (زاده ۲ فوریه ۱۹۳۹ – درگذشته ۱۵ نوامبر ۲۰۲۱) نویسنده و داستان‌نویس بنگلادشی بود. او جایزه اکوشی پاداک (سال ۱۹۹۹)، جایزه ادبی آکادمی Bangla (سال ۱۹۷۰) و جایزه استقلال (سال ۲۰۱۹) را دریافت کرد
حسن عزیزالحق در جبگرام در ناحیه بوردوان بنگال غربی به دنیا آمد. در سال ۱۹۴۷، والدین او به Phultala، در نزدیکی شهر خولنا، بنگلادش نقل مکان کردند. وی تحصیلات تکمیلی خود را در سال ۱۹۶۰ از دانشگاه رجشاهی به پایان رساند. او به عنوان هیئت علمی در گروه فلسفه همان دانشگاه خدمت کرد.